# Bạo gian giờ thứ 13
Bạo gian giờ thứ 13 (tiếng Nhật: レイプ２５時暴姦) là một phim hồng của đạo diễn Yasuharu Hasebe, xuất bản ngày 22 tháng 1 năm 1977.

## Nội dung
Gã có biệt danh Đỏ Thắm vô công rỗi nghề có sở thích mò tới nơi vắng vẻ để cưỡng gian đàn bà. Tình cờ đánh bạn với một gã trẻ bán xăng, y rủ tên này cùng thực hiện những vụ táo tợn hơn. Nhưng chính họ lại bị một nhóm đồng tính luyến ái nam săn lùng và cuộc chơi cứ thế đan chéo nhau.

## Chế tác

### Sản xuất
- Thiết kế sản xuất: Gunji Kawasaki
- Phục trang: Tokushima Matsui
- Âm thanh: Su Chen

### Diễn xuất
- Akira Takahashi... Đỏ Thắm
- Yudai Ishiyama... Đồng lõa Đỏ Thắm
- Hidetoshi Kageyama... Gã trai lơ
- Hiroshi Kono... Gã xăm trổ
- Yoshihiko Tabata... Gã mặc áo bò
- Yuri Yamashina... Ruriko
- Tamaki Katsura... Chủ nhà A
- Naomi Oka... Chủ nhà B
- Natsuko Yashiro... Cô trong rừng
- Rei Okamoto... Cô trong tiệm vàng
- Ikunosuke Koizumi... Chủ trạm xăng

### Tư liệu
- レイプ２５時　暴姦(1977) (bằng tiếng Nhật). allcinema.net. Truy cập ngày 3 tháng 8 năm 2010.
- レイプ２５時　暴姦 (bằng tiếng Nhật). Japanese Cinema Database (Agency for Cultural Affairs). Bản gốc lưu trữ ngày 7 tháng 5 năm 2012. Truy cập ngày 3 tháng 8 năm 2010.
- レイプ２５時　暴姦 (bằng tiếng Nhật). Japanese Movie Database. Truy cập ngày 3 tháng 8 năm 2010.
- レイプ２５時　暴姦(邦画) (bằng tiếng Nhật). Kinema Junpo. Bản gốc lưu trữ ngày 6 tháng 4 năm 2012. Truy cập ngày 3 tháng 8 năm 2010.